# 呂五十一型潜水艦
| 呂五十一型潜水艦（L1型） | 呂五十一型潜水艦（L1型）                                       |
| ------------------------ | -------------------------------------------------------------- |
| 呂号第五十一潜水艦       |                                                                |
| 艦級概観                 |                                                                |
| 艦種                     | 二等潜水艦                                                     |
| 艦名                     |                                                                |
| 前級                     | -                                                              |
| 次級                     | 呂五十三型潜水艦（L2型）                                       |
| 性能諸元                 |                                                                |
| 排水量                   | 基準：893トン 常備：886.2トン 水中：1,075.2トン                |
| 全長                     | 70.59m                                                         |
| 全幅                     | 7.16m                                                          |
| 吃水                     | 3.90m                                                          |
| 機関                     | ヴィッカース式ディーゼル2基2軸 水上：2,400馬力 水中：1,600馬力 |
| 速力                     | 水上：17kt 水中：10.2kt                                        |
| 航続距離                 | 水上：10ktで5,500海里 水中：4ktで80海里                        |
| 燃料                     | 重油                                                           |
| 乗員                     | 45名                                                           |
| 兵装                     | 短8cm高角砲1門 45cm魚雷発射管 艦首4門、舷側2門 魚雷10本        |
| 備考                     | 安全潜航深度：60m                                              |

呂五十一型潜水艦（ろごじゅういちがたせんすいかん）は日本海軍の潜水艦の艦級。L1型（エルいちがた）とも。同型艦2隻。

## 概要
ヴィッカース社が設計し、イギリス海軍で採用されたL級潜水艦を三菱造船（のちの三菱重工業）にライセンス契約を結ばせ、八四艦隊計画で2隻建造した。艦はL型潜水艦そのものだった。当時このL型潜水艦は耐波性、航洋性、居住性など共に良く、実用的と好評であった。その後これを改良してL2 - L4までのL型潜水艦が建造された。
船体の特徴は半複殻式の船殻構造を採用したことである。これは単殻式と複殻式を折衷した形で別名サドルタンク式と呼ばれた。耐圧殻である内殻の左右舷側にメインタンクを装備した形式で、この後のL型潜水艦はすべてこの方式だった。
主機はヴィッカース式ディーゼル（1,200馬力）を2基搭載したが、取り扱いが容易で故障も少なく好評であった。その後のL2型、L3型、L4型のL系統の潜水艦全てにこのエンジン（三菱神戸でライセンス生産）が搭載されている。L4型潜水艦が太平洋戦争緒戦期に旧式艦ながら第一線で活躍できたのはこのエンジンの信頼性が高かったのも一因である。一方、大正期のもう一つの主力潜水艦である海中型潜水艦は主機の信頼性に乏しかったため、L型潜水艦の果たした役割は大きい。
魚雷発射管は艦首に4門装備した他、中央部舷側の水線下に左右1門ずつ搭載した。
竣工は1920年（大正9年）で、1932年（昭和7年）及び1940年（昭和15年）に除籍された。目だった戦歴や戦果はなかったが、後の潜水艦の設計や建造について意義あるものである。

## 同型艦
- 呂号第五十一潜水艦

1920年（大正9年）6月30日竣工（三菱神戸）。当初の艦名は第二十五潜水艦。1924年（大正13年）11月1日呂号第五十一潜水艦に改称。1940年（昭和15年）4月1日除籍。
- 呂号第五十二潜水艦

1920年（大正9年）11月30日竣工（三菱神戸）。当初の艦名は第二十六潜水艦。1924年（大正13年）11月1日呂号第五十二潜水艦に改称。1932年（昭和7年）4月1日除籍。

## 潜水隊の変遷
呂51型潜水艦は同型艦2隻からなり、3隻定数の潜水隊に1隻足りないものの1個潜水隊を編成した。横須賀鎮守府に配備されたため、横鎮の固有番号を与えられて第3潜水隊となった。

### 第三潜水隊→第十一潜水隊
横須賀鎮守府籍の呂51、呂52で編成。その後遅れて竣工したL2型の呂53を編入した。C2型潜水艦からなる先代の第3潜水艇隊が大正7年11月2日の隊番号改称に伴い第12潜水(艇)隊に改称されて以来の3代目となる。大正11年12月1日には呉鎮守府に転籍したため第11潜水隊になり、ホランド型からなる先代の第11潜水(艇)隊が所属艦の除籍により大正10年4月1日に解隊されて以来の2代目となる。昭和13年12月15日に解隊された。
1920年(大正9年)11月30日：第二十五潜水艦（呂51）、第二十六潜水艦（呂52）で編成。第二艦隊第1潜水戦隊。
1920年(大正9年)12月1日：第一艦隊へ第1潜水戦隊ごと転属。
1921年(大正10年)3月10日：竣工した第二十七潜水艦（呂53）を編入。
1921年(大正10年)12月1日：横須賀鎮守府部隊。
1922年(大正11年)12月1日：呉鎮守府部隊。
1932年(昭和7年)4月1日：呂52除籍。
1938年(昭和13年)12月15日：解隊。所属艦は呉鎮守府部隊所属となる。
（1940年(昭和15年)4月1日：呂51、呂53除籍。）